# Liriomyza homeri
Liriomyza homeri este o specie de muște din genul Liriomyza, familia Agromyzidae, descrisă de Spencer în anul 1976. Conform Catalogue of Life specia Liriomyza homeri nu are subspecii cunoscute.